# Afonso Brás
Afonso Brás (São Paio de Arcos, c. 1524 - Río de Janeiro, 20 de mayo de 1610) fue un sacerdote jesuita portugués considerado como uno de los fundadores de la ciudad de Sao Paulo.

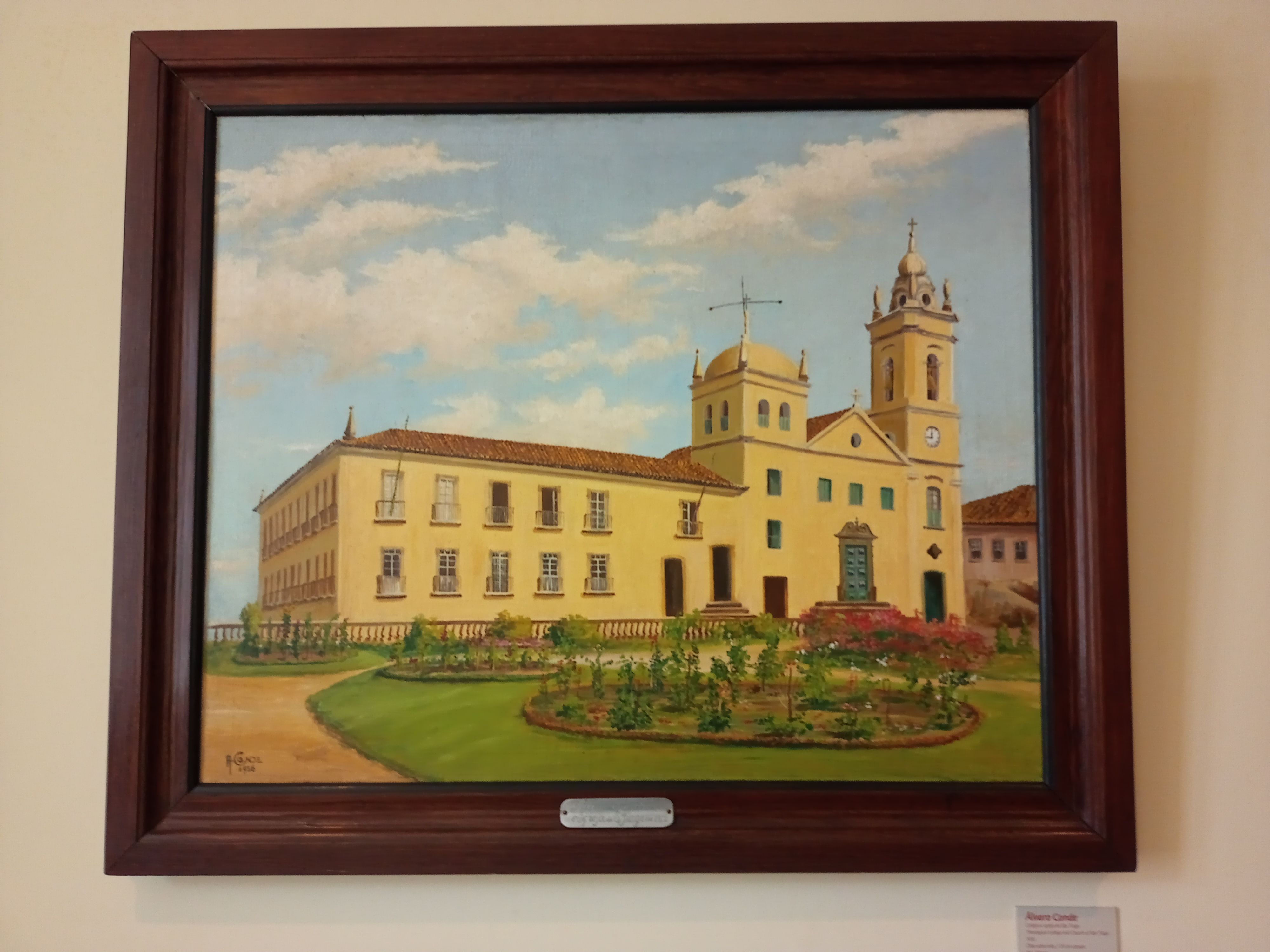
Fundada por Afonso Brás, la antigua iglesia de Santiago y el Colegio de los Jesuitas de Vitória, en Espírito Santo, en 1912. Pintura de 1956, colección del Palácio Anchieta.

Fue enviado a Brasil en 1550 asentándose inicialmente en la capitanía del Espíritu Santo, donde fundó la iglesia de Santiago y el Colegio de los Jesuitas de Vitória, actual Palacio Anchieta, sede del gobierno capixaba. Ya en 1553, fue responsable de la construcción en la meseta de la capitanía de San Vicente de lo que iría a ser el Pátio do Colégio, centro de Sao Paulo, punto de origen de la expansión territorial y de la colonización del interior del país y que hoy es la mayor ciudad del hemisferio sur y una de las ciudades más pobladas del mundo.

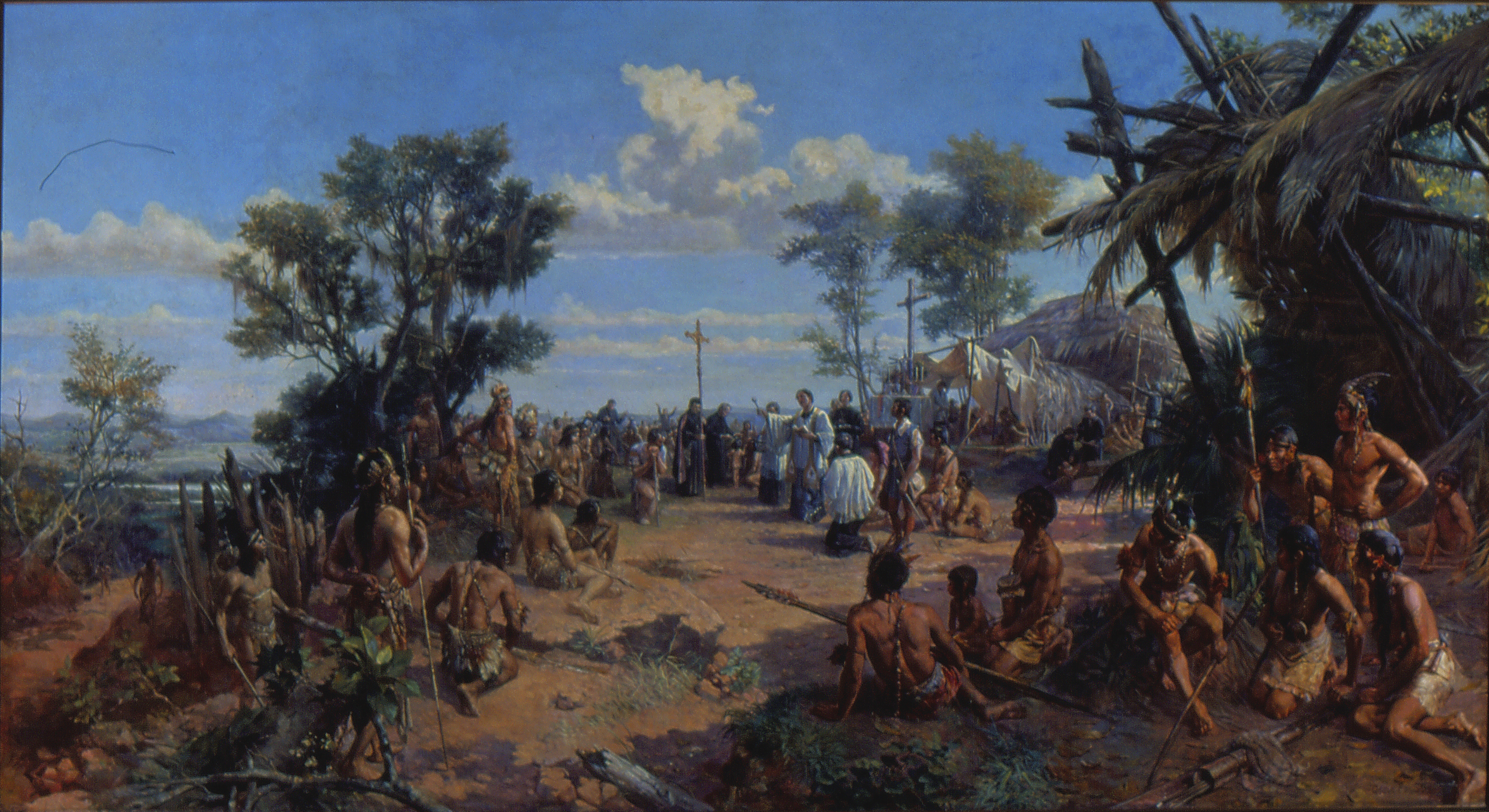
Fundación de la ciudad de São Paulo, con Nóbrega celebrando misa, Anchieta, Paiva y Brás al fondo. Pintura de Oscar Pereira da Silva de 1909. Colección del Museu do Ipiranga.

Luego del periodo pasado en la villa de São Paulo de Piratininga, Afonso Brás fue a Río de Janeiro, donde se encargó de otras construcciones.

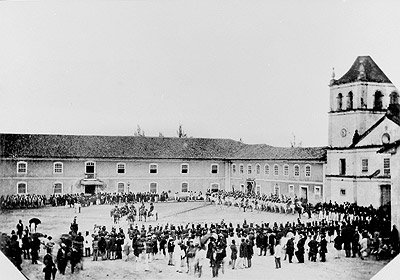
Pátio do Colégio, en São Paulo, fundado por Nóbrega, Anchieta, Paiva y Brás en 1554. Fotografía de Militão Augusto de Azevedo, en 1862.